# 盘州市第二中学
盘州市第二中学，通称盘州二中，是中华人民共和国贵州省盘州市的一所全日制、寄宿制的公办示范性普通高级中学。原名盘县特区第二中学。目前，盘州市第二中学是一所贵州省省级一类示范性高中。